# Arnold Wetl
Arnold Wetl (Eibiswald, 1970. február 2. –) osztrák labdarúgó.
Az osztrák válogatott tagjaként részt vett az 1998-as világbajnokságon.

## Sikerei, díjai
Sturm Graz
- Osztrák kupa (1): 1995–96

Porto
- Portugál bajnok (1): 1996–97